# PDS 110
Désignations
PDS 110, également connu sous les désignations HD 290380 et 2MASS J05233100-0104237, est un système membre de l'association stellaire OB1 d'Orion,. Agé de 11 millions d'années, il est situé à environ 354,5 pc (∼1 160 al) de la Terre dans la constellation d'Orion.
Le système serait constitué d'une étoile et d'un objet substellaire (PDS 110 b) qui possèderait un système d'anneaux gigantesque comparé à celui de Saturne.

## Observations
En 2017, les astronomes Hugh Osborn, de l'Université de Warwick, et Matthew Kenworthy, de observatoire de Leyde, annoncent l'observation de deux baisses de luminosité de l'étoile. Ces baisses sont interprétées comme résultant du transit d'un objet substellaire, PDS 110 b, qui serait entouré d'un système d'anneaux. Ces derniers, bien que plus imposants que ceux de Saturne (180 fois plus grand que l'anneau A de Saturne), sont moins importants que ceux de J1407 b. C'est la seconde fois que l'on discerne des anneaux autour d'un objet substellaire en orbite autour d'une étoile.
L'équipe d'Osborn a utilisé le dispositif SuperWASP et KELT pour observer les deux baisses de luminosité. Ces baisses atteignaient 30 % de la luminosité habituelle de l'étoile pendant une durée de 25 jours avec une période de 808+2
 −2 jours. Ces baisses sont interprétées comme étant dues au transit d'un objet substellaire (planète ou naine brune) d'au moins 1,8 masse jovienne entourée d'un disque s'étendant sur 0,3 unité astronomique. L'éclipse suivante était prévue en septembre 2017 mais aucun événement similaire aux précédents n'a été observé, ce qui exclurait l'idée d'un événement périodique.